# Президентські вибори у США 1964
Президентські вибори в США 1964 року — одні з найбільш однозначних виборів в історії США, проходили 3 листопада за цілковитої переваги президента Ліндона Джонсона.
Джонсон лише за рік до цього замінив на посту президента вбитого Джона Кеннеді, але успішно зміг перенести на себе величезну популярність, яку мав Кеннеді. Більше того, Джонсон також успішно зміг представити республіканського кандидата в президенти Баррі Голдвотера як правого законодавця, який хоче знищити програми соціального страхування, створені в 1930-ті роки Франкліном Рузвельтом. Джонсон заявляв, що Голдвотер введе Сполучені Штати в ядерну війну з Радянським Союзом. Маючи на руках ці козирі, Ліндон Джонсон здобув 61,1 % голосів виборців і переміг у 44 штатах з 50. Це була одна з найяскравіших перемог, небачених з часів перемоги Джеймса Монро на виборах 1820 року.

## Вибори

### Кампанія
Кандидатуру Баррі Голдвотера активно підтримував Г. Хант.

### Результати
| Кандидат                   | Партія                             | Виборці    | Виборці | Виборники |
| Кандидат                   | Партія                             | Кількість  | %       | Виборники |
| -------------------------- | ---------------------------------- | ---------- | ------- | --------- |
| Ліндон Бейнс Джонсон       | Демократична партія                | 43 127 041 | 61,1 %  | 486       |
| Баррі Морріс Голдуотер     | Республіканська партія             | 27 175 754 | 38,5 %  | 52        |
| Джон Каспер                | Національна партія за права штатів | 6 953      | 0,0 %   | 0         |
| Джозеф Лайтберн            | Конституційна партія               | 5 061      | 0,0 %   | 0         |
| (незв'язані виборники) (а) | Демократична партія                | 210 732    | 0,3 %   | 0         |
| інші                       |                                    | 125 757    | 0,2 %   | 0         |
| Усього                     | Усього                             | 70 651 298 | 100 %   | 538       |

- (а)  виборники, які, на відміну від звичайних, не пов'язані обіцянкою голосувати відповідно до результатів виборів. Така ситуація виникала кілька разів у середині XX століття, як правило, в середовищі демократів через розбіжності з питань сегрегації та громадянських прав з метою подальшого торгу.